# Plaza Theatre (Atlanta)
El Plaza Theatre es un cine situado en Atlanta, Georgia. Inaugurado el 23 de diciembre de 1939, constituye el cine independiente en funcionamiento continuo más antiguo de Atlanta y un hito emblemático de la ciudad.

## Historia

### 1939 - 2006
Diseñado por el arquitecto George Harwell Bond, el Plaza Theatre abrió sus puertas el 23 de diciembre de 1939 como sala de cine de estilo art déco y espacio de teatro en vivo. Sirvió como cine de barrio para las zonas de Druid Hills, Virginia Highland y Poncey-Highland. Forma parte del Briarcliff Plaza en Ponce de Leon Avenue, el primer centro comercial de Atlanta con aparcamiento exterior. La primera película proyectada fue Mujeres, protagonizada por Joan Crawford y Norma Shearer.
Varios estrenos con gran éxito tuvieron una segunda exhibición en el Plaza después de su recorrido “roadshow” en el centro de la ciudad, entre ellos La vuelta al mundo en ochenta días (1956) y Rey de reyes (1961).
Durante la década de 1970, el Plaza se transformó en cine de contenido X para adultos y teatro de burlesque, proyectando títulos subidos de tono como Teeny Buns y Swinging Sorority, y presentando ocasionalmente en vivo a Chesty Morgan, hasta que el propietario de entonces, Robert Griffith, emprendió la renovación integral del centro comercial.
En 1983, el empresario cinematográfico George LeFont adquirió el cine y reformó el espacio de 1.000 butacas, convirtiendo el antiguo balcón en una segunda sala. La etapa LeFont se caracterizó por la proyección de cine independiente, europeo y de autor, tendencia que ha perdurado hasta la actualidad. Durante los años 1990 y 2000 el Plaza afrontó dificultades financieras y llegó a ponerse en venta en 2006.

### 2006 - presente
A finales de 2006, los nativos de Atlanta Jonathan y Gayle Rej compraron el cine y, a comienzos de 2010, constituyeron la Plaza Theatre Foundation como organización sin ánimo de lucro. Conservando el marquesín original y gran parte del mobiliario histórico, el Plaza Theatre reafirmó su condición de cine en funcionamiento continuo más longevo de Atlanta.
Desde 2000, el grupo de aficionados LDOD organiza la contribución de Atlanta al fenómeno de culto de The Rocky Horror Picture Show, proyectando la película a medianoche todos los viernes, con actividades previas y una representación en vivo de “shadow cast” que involucra al público.
En la década de 2000, el espectáculo Silver Scream Spookshow, conducido por la personalidad del terror local “Professor Morte”, combinó actuaciones cómicas y de burlesque con proyecciones de clásicos de ciencia ficción como Creature from the Black Lagoon y Frankenstein, así como títulos de la franquicia Godzilla. Del mismo modo, Splatter Cinema recreó escenas sangrientas en el vestíbulo junto a la exhibición de filmes de terror como Blood Feast, Two Thousand Maniacs! y entregas de Friday the 13th y A Nightmare on Elm Street. El Plaza también proyectó otros clásicos como Easy Rider, Back to the Future y Mi vida es mi vida, además de ciclos de cine independiente local.
En 2010, el cine celebró su septuagésimo aniversario con la proyección de filmes de 1939, entre ellos El mago de Oz y Mr. Smith Goes to Washington, coorganizado con Robert Osborne de Turner Classic Movies. Asimismo, acogió el estreno en Atlanta de Scott Pilgrim vs. the World, con la presencia de Michael Cera, Jason Schwartzman y el director Edgar Wright. Tommy Wiseau, director del filme de culto The Room (2003), acudió como invitado en 2010 y 2012.
A comienzos de 2013, el entusiasta del cine Michael Furlinger adquirió el Plaza Theatre, que experimentó las tan necesarias mejoras: proyección digital, nuevos asientos y otras reformas, y amplió su programación al cine comercial, incluyendo títulos como Angry Birds y Los Pitufos.
En 2017, Asana Partners compró el complejo Briarcliff Plaza (donde se ubica el Plaza Theatre) a la familia Griffith por 18 millones de dólares, sorprendente para la comunidad al no estar la propiedad anunciada en venta.
A finales de ese mismo año, el cine pasó a manos de Christopher Escobar, director ejecutivo de la Atlanta Film Society, volviendo progresivamente a su aspecto original y a la programación de cine independiente e internacional, ciclos y espectáculos en vivo.